# Pavin Smith
Pavin Joe Smith (Jupiter, Florida, 6 de febrero de 1996), más conocido como Pavin Smith, es un jugador profesional estadounidense de béisbol que se desempeña en la posición de jardinero izquierdo en Arizona Diamondbacks, equipo de las Grandes Ligas de Béisbol (MLB).

## Carrera
En 2020, Smith hizo su debut en la MLB con el equipo Arizona Diamondbacks, donde lleva jugando cinco temporadas.